# Parkland (Florida)
Parkland es una ciudad ubicada en el condado de Broward en el estado estadounidense de Florida. En el Censo de 2010 tenía una población de 23.962 habitantes y una densidad poblacional de 722,06 personas por km².

## Geografía
Parkland se encuentra ubicada en las coordenadas 26°18′54″N 80°14′50″O / 26.31500, -80.24722. Según la Oficina del Censo de los Estados Unidos, Parkland tiene una superficie total de 33.19 km², de la cual 31.93 km² corresponden a tierra firme y (3.77%) 1.25 km² es agua.

## Demografía
Según el censo de 2010, había 23.962 personas residiendo en Parkland. La densidad de población era de 722,06 hab./km². De los 23.962 habitantes, Parkland estaba compuesto por el 84.03% blancos, el 6.52% eran afroamericanos, el 0.13% eran amerindios, el 5.86% eran asiáticos, el 0.02% eran isleños del Pacífico, el 1.51% eran de otras razas y el 1.91% pertenecían a dos o más razas. Del total de la población el 12.99% eran hispanos o latinos de cualquier raza.